# Supercopa Argentina de Voleibol Masculino de 2014
A Supercopa Argentina de Voleibol Masculino de 2014, oficialmente Copa Master 2014, foi a 5.ª edição deste torneio organizado anualmente pela Associação de Clubes da Liga Argentina de Voleibol (ACLAV). O torneio ocorreu nos dias 21 e 22 de dezembro e contou com a presença de quatro equipes argentinas.
O título desta edição foi conquistado pela equipe do UPCN Vóley Club, que alcançou seu quarto título ao vencer a equipe do Boca Juniors por 3 sets a 0.

## Regulamento
O torneio foi disputado em sistema eliminatório, nas fases semifinais e final.

## Local das partidas
| Morón, Argentina  |
| ----------------- |
| Gorki Grana       |
| Capacidade: 2 500 |

## Equipes participantes
As seguintes equipes se qualificaram para a Supercopa Argentina de 2014.
| Equipe              | Cidade          | Última participação |
| ------------------- | --------------- | ------------------- |
| UPCN Vóley Club     | San Juan        | 2013                |
| Boca Juniors        | Buenos Aires    | 2013                |
| Lomas Vóley         | Lomas de Zamora | Estreante           |
| La Unión de Formosa | Argentina       | Estreante           |

## Resultados
|  | Semifinais          | Semifinais      |              |   | Final | Final |
|  |                     |                 |              |   |       |       |
|  |                     |                 |              |   |       |       |
|  |                     |                 |              |   |       |       |
|  | Lomas Vóley         | 0               |              |   |       |       |
|  | Lomas Vóley         | 0               |              |   |       |       |
|  | Boca Juniors        | 3               |              |   |       |       |
|  | Boca Juniors        | 3               | Boca Juniors | 0 |       |       |
|  |                     |                 | Boca Juniors | 0 |       |       |
|  |                     | UPCN Vóley Club | 3            |   |       |       |
|  | UPCN Vóley Club     | UPCN Vóley Club | 3            | 3 |       |       |
|  | UPCN Vóley Club     |                 |              | 3 |       |       |
|  | La Unión de Formosa | 0               |              |   |       |       |
|  | La Unión de Formosa | 0               |              |   |       |       |

- As partidas seguem o horário local (UTC−3).

### Semifinais
| Data   | Hora  |                 | Placar |                     | Set 1 | Set 2 | Set 3 | Set 4 | Set 5 | Total | Relatório |
| ------ | ----- | --------------- | ------ | ------------------- | ----- | ----- | ----- | ----- | ----- | ----- | --------- |
| 21 dez | 18:00 | Lomas Vóley     | 0–3    | Boca Juniors        | 27–29 | 21–25 | 18–25 |       |       | 66–79 | Relatório |
| 21 dez | 20:30 | UPCN Vóley Club | 3–0    | La Unión de Formosa | 25–13 | 25–18 | 25–16 |       |       | 75–47 | Relatório |

### Final
| Data   | Hora  |                 | Placar |              | Set 1 | Set 2 | Set 3 | Set 4 | Set 5 | Total | Relatório |
| ------ | ----- | --------------- | ------ | ------------ | ----- | ----- | ----- | ----- | ----- | ----- | --------- |
| 22 dez | 21:00 | UPCN Vóley Club | 3–0    | Boca Juniors | 25–19 | 25–18 | 25–22 |       |       | 75–59 | Relatório |

## Premiação
| Supercopa Argentina de 2014          |
| San Juan (província da Argentina)    |
| ------------------------------------ |
| UPCN Vóley Club Campeão (4.º título) |